# شارونه
شارونه (به عربی: شارونة) یک شهر و محوطه باستانی در مصر است که در استان منیا واقع شده‌است.